# Wojsławice (Baja Silesia)
Wojsławice (alemán: Eibendorf) es una localidad del distrito de Dzierżoniów, en el voivodato de Baja Silesia (Polonia). Se encuentra en el suroeste del país, dentro del término municipal de Niemcza, a unos 2 km al este de la localidad homónima y sede del gobierno municipal, a unos 22 al este de Dzierżoniów, la capital del distrito, y a unos 48 al sur de Breslavia, la capital del voivodato. Wojsławice perteneció a Alemania hasta 1945, año en el que pasó a formar parte del voivodato polaco de Breslavia. Entre 1975 y 1998 perteneció al voivodato de Wałbrzych.
- Datos: Q8029276
- Multimedia: Wojsławice, Lower Silesian Voivodeship / Q8029276